# Pataki Éva
Pataki Éva (Budapest, 1954. augusztus 23. –) Balázs Béla-díjas magyar író, forgatókönyvíró, filmrendező, dramaturg.

## Életpályája
Szülei: Pataki Ferenc (1928–2015) és Sós Mária. 1972–1977 között az ELTE BTK magyar-orosz-esztétika szakos hallgatója volt. 1978–1981 között a Hírlapkiadónál volt újságíró. 1979–1981 között a Mafilm forgatókönyvíró iskola diákja volt. 1981–1993 között a Mafilm Budapesti Stúdió dramaturgja volt. 1993 óta szabadúszó.

## Színházi munkái
A Színházi Adattárban regisztrált bemutatóinak száma: 13.
- Tündér a padláson (1984-1985, 1993)
- Edith és Marlene (1986, 1989, 1994, 1997, 2002, 2009)
- Hol a régi szerelem...? (R. É. emlékére) (1999)
- Vedd könnyen, szivi! (2002)
- Eszter hagyatéka (2009)
- Cabiria éjszakái (2010)

## Művei
| - Vásár (1986) - Napló szerelmeimnek (1987) - Piroska és a farkas (1988) - Napló apámnak, anyámnak (1990) - A magzat (1993) - A hetedik szoba (1995) - Sztracsatella (1996) - TV a város szélén (1998) - 7-es csatorna (1999) - Miért sípolt a macskakő? (2000) - Kisvilma - Az utolsó napló (2000) - A temetetlen halott - Nagy Imre naplója (2004) - Ez kész! Pénz! (2006) - Casting (2007) - Az igazi ajándék (2009) - Utolsó jelentés Annáról (2009) - Ármány és szerelem Anno 1951 (2011) - Vándorúton Ázsia szívében (2012) - Ítélet és kegyelem (2021) | - Legyetek jók! (1992) - Miért, te mi voltál tavaly? (1994) - Bébiszitterek (1996-1997) - Sabina filmje (1997) - Nagykorúság (1997) - Gyermekjátékok (1998) - Filmlevél Kirgiziából (2000) - Miért sípolt a macskakő? (2000) - Matematikus történetek (2002) - Találkozás a végtelennel - Bolyai János (2002) - Kiutazása közérdeket sért (2003) - Rózsa utca (2003) - A kistolmács (2004) - Herzl (2004) - A Nékosz-legenda (2005) - Nagyvárosi mesék - Darvas Ferenc zeneszerző, zongorista (2007) - Az én Moszkvám - Mészáros Márta útinaplója (2010) |

### Könyvek
- Mészáros Márta: Kisvilma (szerkesztő, 2000)
- Még egy nő (regény, 2003)
- Ami elveszett. Családregény; Athenaeum, Bp., 2009
- Nőből is megárt a nagymama. Fejlődésregény; Athenaeum, Bp., 2012
- Pataki Éva–Vajda Anikó: Hamlet halott; Athenaeum, Bp., 2013
- ...és megint nagymama. Továbbfejlődésregény; Athenaeum, Bp., 2014
- Még egy nő; 2. átdolg. kiad.; Athenaeum, Bp., 2017
- Pataki Éva: Alex és Andy. Két magyar filmcézár itthon és másutt; Athenaeum, Bp., 2019
- Férfiképmás. Regény; Athenaeum, Bp., 2019
- Nagymama vesztegzár alatt. A változás regénye; Athenaeum, Bp., 2020
- Tűzföld; Athenaeum, Bp., 2022
- Nagymama és a mesterséges intelligencia. A megérkezés regénye; Athenaeum, Bp., 2024

### Rádiójátékok
- A kínai taxis sztrájk
- A csend hangjai
- Majd a tanyán

## Díjai
- Toleranciadíj (1998)
- Balázs Béla-díj (1999)
- a filmszemle díja (2003)
- Viareggio város díja forgatókönyvírói munkásságért (2010)